# Arthur Rankin Jr.
Pour les articles homonymes, voir Rankin.
Arthur Rankin Jr. était un producteur, réalisateur et scénariste américain, né le 19 juillet 1924 à New York dans l'État de New York (États-Unis) et mort le 30 janvier 2014. Il est le cofondateur de la société de production Rankin/Bass avec Jules Bass.

## Filmographie

### comme producteur
- 1960 : The New Adventures of Pinocchio (série télévisée)
- 1961 : Tales of the Wizard of Oz (série télévisée)
- 1964 : Return to Oz (TV)
- 1964 : Rudolph, the Red-Nosed Reindeer (TV)
- 1965 : Willie McBean & His Magic Machine
- 1966 : The Ballad of Smokey the Bear (TV)
- 1966 : The Daydreamer
- 1966 : King Kong (série télévisée)
- 1967 : Cricket on the Hearth (TV)
- 1967 : Wacky World of Mother Goose
- 1968 : The Little Drummer Boy (TV)
- 1969 : Mad Monster Party?
- 1970 : The Reluctant Dragon & Mr. Toad Show (série télévisée)
- 1970 : Santa Claus Is Comin' to Town (TV)
- 1971 : Here Comes Peter Cottontail (TV)
- 1971 : The Jackson 5ive (série télévisée)
- 1972 : Kid Power (série télévisée)
- 1973 : Marco
- 1974 : 'Twas the Night Before Christmas (TV)
- 1974 : The Year Without a Santa Claus (TV)
- 1975 : The Story of the First Christmas Snow (TV)
- 1976 : The First Easter Rabbit (TV)
- 1976 : Frosty's Winter Wonderland (TV)
- 1976 : Rudolph's Shiny New Year (TV)
- 1976 : The Little Drummer Boy Book II (TV)
- 1977 : Le Dernier Dinosaure (The Last Dinosaur)
- 1977 : The Easter Bunny Is Comin' to Town (TV)
- 1977 : The Hobbit (TV)
- 1977 : Nestor, the Long-Eared Christmas Donkey (TV)
- 1978 : The Bermuda Depths (TV)
- 1979 : Rudolph and Frosty's Christmas in July (TV)
- 1979 : Jack Frost (TV)
- 1980 : Jungle Love (The Ivory Ape) (TV)
- 1980 : Pinocchio's Christmas (TV)
- 1981 : The Bushido Blade
- 1981 : The Leprechaun's Christmas Gold (TV)
- 1982 : The Flight of Dragons
- 1982 : The Last Unicorn
- 1983 : The Sins of Dorian Gray (TV)
- 1983 : The Coneheads (TV)
- 1985 : Cosmocats (Thundercats) (série télévisée)
- 1985 : The Life & Adventures of Santa Claus (TV)
- 1986 : Silverhawks (série télévisée)
- 1987 : The Wind in the Willows (TV)
- 1999 : Le Roi et moi (The King and I)

### comme réalisateur
- 1960 : The New Adventures of Pinocchio (série télévisée)
- 1965 : Willie McBean & His Magic Machine
- 1968 : Mouse on the Mayflower (TV)
- 1968 : The Little Drummer Boy (TV)
- 1969 : Frosty the Snowman (TV)
- 1970 : The Reluctant Dragon & Mr. Toad Show (série télévisée)
- 1970 : Santa Claus Is Comin' to Town (TV)
- 1971 : Here Comes Peter Cottontail (TV)
- 1972 : Arabian Nights
- 1972 : Kid Power (série télévisée)
- 1973 : The Ballad of Paul Bunyan (TV)
- 1973 : 20,000 Leagues Under the Sea
- 1974 : 'Twas the Night Before Christmas (TV)
- 1974 : The Year Without a Santa Claus (TV)
- 1975 : The Story of the First Christmas Snow (TV)
- 1976 : The First Easter Rabbit (TV)
- 1976 : Frosty's Winter Wonderland (TV)
- 1976 : Rudolph's Shiny New Year (TV)
- 1976 : The Little Drummer Boy Book II (TV)
- 1977 : The Easter Bunny Is Comin' to Town (TV)
- 1977 : The Hobbit (TV)
- 1977 : Nestor, the Long-Eared Christmas Donkey (TV)
- 1978 : The Stingiest Man in Town (TV)
- 1979 : Rudolph and Frosty's Christmas in July (TV)
- 1979 : Jack Frost (TV)
- 1980 : The Return of the King (TV)
- 1980 : Pinocchio's Christmas (TV)
- 1981 : The Leprechaun's Christmas Gold (TV)
- 1982 : The Flight of Dragons
- 1982 : The Last Unicorn
- 1983 : The Coneheads (TV)
- 1985 : The Life & Adventures of Santa Claus (TV)
- 1987 : The Wind in the Willows (TV)

### comme scénariste
- 1965 : Willie McBean & His Magic Machine
- 1966 : The Daydreamer